# Amastus phaeosoma
Amastus phaeosoma là một loài bướm đêm thuộc phân họ Arctiinae, họ Erebidae.